# Mirebeau
Mirebeau é uma comuna francesa na região administrativa da Nova Aquitânia, no departamento de Vienne. Estende-se por uma área de 13,84 km². Em 2010 a comuna tinha 2 231 habitantes (densidade: 161,2 hab./km²).